# 죽전초등학교
죽전초등학교는 대한민국 경기도 용인시 수지구에 있는 공립 초등학교이다.

## 학교 연혁
- 1999. 09. 01개교(11학급 편성) 및 초대 이종성 교장 취임

2001. 02. 20	제1회 졸업식(40명)
```
2003. 03. 01	경기도교육청지정 도서관 연구학교, 학교숲ㆍ생명의 숲 가꾸기 시범학교(5년)
```

2008. 03. 01 중국어 초등교과 특성화학교 운영 
2010. 11. 20 내진보강 설비
2012. 08. 13 복도, 계단 및 교실 실내 도색
2013. 06. 30	급식실 현대화 사업,  09. 24 화장실 환경개선 사업
2016. 08. 22	시스템 냉난방기 공사 완료
2020. 11. 04	다목적 체육관(두드림관)개관 
2022. 09. 01	제9대 연정호 교장 부임 
2024. 01. 04	제24회 졸업식(56명,누계2,437명), 03. 01	15학급(302명)편성,특수 1학급(6명)편성 